# ラフ・ダイアモンド
『ラフ・ダイアモンド』（原題：Rough Diamonds）は、バッド・カンパニーが1982年に発表した6作目のアルバム。

## 解説
アルバムのジャケット・デザインはヒプノシスとASSORTED iMaGesによる。ミック・ラルフスが一部の楽曲に参加せず、代わりにポール・ロジャースが「ペインテッド・フェイス」「クロス・カントリー・ボーイ」「ダウンヒル・ライダー」の3曲でリードギターを担当している。
本作を最後にバンドは一度解散して、1986年にバッド・カンパニーが活動を再開しても、ポール・ロジャースは関与しなかったため、本作がオリジナル・ラインナップによる最後のスタジオ・アルバムとなった。1998年にベスト・アルバム『バッド・カンパニー・アンソロジー』（1999年発売）のための新曲を録音するまで、この4人での録音は途絶えてしまう。
本作からのシングル「エレクトリックランド」は、全米74位に達した。

## 収録曲
1. エレクトリックランド - "Electricland" (Paul Rodgers) - 5:29
2. アンタイ・ザ・ノット - "Untie the Knot" (P. Rodgers, Simon Kirke) - 4:11
3. ナッシン・オン・ザ・TV - "Nuthin' on the TV" (Boz Burrell) - 3:48
4. ペインテッド・フェイス - "Painted Face" (P. Rodgers) - 3:28
5. キックダウン - "Kickdown" (Mick Ralphs) - 3:37
6. バラッド・オブ・ザ・バンド - "Ballad of the Band" (B. Burrell) - 2:14
7. クロス・カントリー・ボーイ - "Cross Country Boy" (P. Rodgers) - 3:02
8. オールド・メキシコ - "Old Mexico" (M. Ralphs) - 3:51
9. ダウンヒル・ライダー - "Downhill Ryder" (P. Rodgers) - 4:14
10. レーストラック "Racetrack" (P. Rodgers) - 4:47

## 参加ミュージシャン
- ポール・ロジャース - ボーカル 、ギター
- ミック・ラルフス - ギター(on 1. 2. 3. 5. 6. 8. 10.)
- ボズ・バレル - ベース
- サイモン・カーク - ドラムス

ゲスト・ミュージシャン
- メル・コリンズ - ホーン